# جروم روسیلون
جروم روسیلون (انگلیسی: Jérôme Roussillon؛ زادهٔ ۶ ژانویهٔ ۱۹۹۳) بازیکن فوتبال اهل فرانسه است.
از باشگاه‌هایی که در آن بازی کرده‌است می‌توان به باشگاه فوتبال سوشو و باشگاه ورزشی مون‌پلیه اشاره کرد.
وی همچنین در تیم‌های ملی فوتبال زیر ۱۸ سال فرانسه و زیر ۲۰ سال فرانسه بازی کرده‌است.